# Spice (певица)
Грэйс Латойя Хэмилтон (англ. Grace Latoya Hamilton; род. 6 августа 1982 года, Спаниш-Таун, округ Сент-Кэтрин, Ямайка), более известная как Spice — ямайская дэнсхолл-исполнительница. Имеет прозвище «Королева дэнсхолла».
Несмотря на начало карьеры ещё в начале 2000-х годов, дебютный студийный альбом певицы под названием 10 вышел только в 2021 году. Альбом был номинирован в категории «Лучший регги-альбом» на премии «Грэмми-2022».

## Биография

### Ранние годы
Грэйс Латойя Хэмилтон родилась на Ямайке в Спаниш-Тауне, округ Сент-Кэтрин. Выросла в Портморе. Её отец умер, когда ей было девять лет. В детстве посещала церковь и пела в хоре. Учась в средней школе участвовала в музыкальных фестивалях, где завоевала несколько медалей. Собиралась стать бухгалтером. Поступила в Колледж изобразительных и исполнительских искусств имени Эдны Мэнли в Кингстоне, где изучала музыку и драму. Экспериментировала с диджеингом, выступала на различных местных мероприятиях.

### 2000—2007: Начало карьеры
Когда Spice заканчивала школу, её друг познакомил её с промоутером дэнсхолл-фестиваля Sting. Этот человек позволил ей выступить на сцене фестиваля, что произошло в 2000 году. Spice хорошо приняла публика, она несколько раз выходила на бис.
В 2002 году во время гастролей в Великобритании Spice привлекла внимание певца Бэби Чама, который познакомил её с продюсером Дэйвом Келли. На лейбле Келли Madhouse Records она выпустила свой первый сингл «Complain», затем последовали «Right There» и «Hype». Spice появилась на альбоме Black Magic (2004) Джимми Клиффа, она пела в песне «I Want I Do I Get». На альбоме Beenie Man Concept of Life (2006) она поёт в песне «Hot». Далее Spice записала успешный сингл «Fight Over Man», который стал популярным на дэнсхолл-сцене. В 2007 году певица взяла перерыв в связи с рождением сына.

### 2008—2012: Успех
В конце 2008 года Spice, совместно с ямайским дэнсхолл-музыкантом Vybz Kartel, выпустила сингл «Romping Shop». В песне использовался сэмпл из «Miss Independent» американского певца Ни-Йо. Песня быстро получила международное признание, получив ротацию на радиостанциях в США. «Romping Shop» провела 15 недель в чарте Billboard Hot R&B/Hip-Hop Songs, достигнув 76-го места. Вскоре она была запрещена на Ямайке из-за своего содержания. «Romping Shop» заняла 9-е место в списке Pitchfork «50 лучших дэнсхолл-песен всех времён» и попала в список Billboard «12 лучших дэнсхолл- и реггетон-треков XXI века».
В июле 2009 года Spice подписали контракт с VP Records. В 2010 году певица выпустила сингл «Jim Screechie». В 2011 году Spice записала с Gappy Ranks песню «Whatever We Like», вышедшую в качестве бонус-трека на его альбоме Thanks & Praise. Позже Spice выпустила ремикс на свою песню «Fun» при участии рэперши Мисси Эллиотт. Сотрудничала с Майей в песне «Take Him Out» с её шестого альбома K.I.S.S. (Keep It Sexy & Simple). Вместе они исполнили эту песню на фестивале Reggae Sumfest в том же 2011 году. Музыкальное видео на «Take Him Out» вышло в следующем году.

### 2013—2016:So Mi Like It

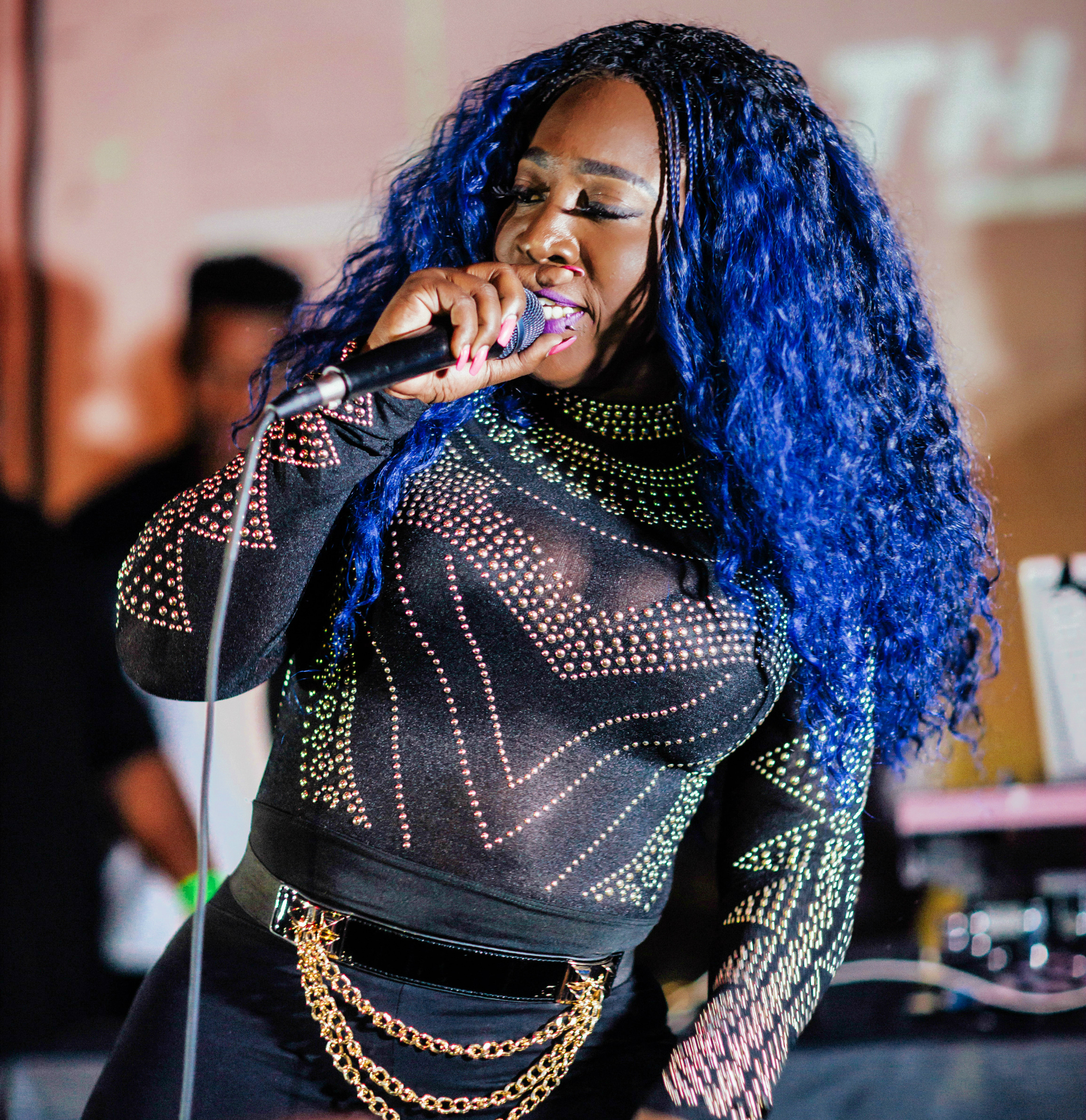
Spice в 2016 году

В 2013 году хитом стала песня Spice «So Mi Like It». В январе 2014 года вышел музыкальный клип на песню. Канал Spice на YouTube стал самым просматриваемым каналом среди дэнсхолл-исполнительниц, причём половина просмотров приходилась на видео «So Mi Like It». Ремикс на «So Mi Like It» сделал рэпер Баста Раймс. Композиция вышла на его микстейпе Catastrophic 2.
Spice снялась в роли Кэнди в ямайском художественном фильме «Судьба» Джереми Виттакера, вышедшим в прокат 2 апреля 2014 года. Для фильма певица записала песню «No Push Over». 2 декабря 2014 года Spice выпустила свой дебютный мини-альбом So Mi Like It, который был назван в честь её недавнего хита. Альбом дебютировал на 14-м месте в чарте регги-альбомов Billboard. На мини-альбоме было пять треков, в том числе и «Conjugal Visit» с участием Vybz Kartel. Музыкальное видео на «Conjugal Visit» за первые сутки после выхода набрало более 2 миллионов просмотров на WorldStarHipHop. Тогда же она вместе с Bunji Garlin появилась в песне «Jolly» рэпера ASAP Ferg, которая вышла на его микстейпе Ferg Forever.
В мае 2015 года Spice выпустила сингл «Needle Eye», вдохновлённый одноимённым синглом Shabba Ranks 1987 года. В мае 2016 года появилась вместе с Jeremih на сингле рэпера Кид Инк «Nasty». В следующем месяце певица выпустила сингл «Indicator».

### 2017—2019:Captured

Spice на Reggae Sumfest 2017

В апреле 2017 года Spice выпустила сингл «Sheet». В июне она появилась в ремиксе на песню Джакса Джонса «You Don’t Know Me». В августе вместе с Шоном Кингстоном и Lady Leshurr появилась в песне Charlie Sloth «I Can Do» с его альбома The Plug. Появилась в реалити-шоу канала VH1 «Love & Hip Hop: Atlanta», в 6-м сезоне в качестве гостя, а в 7-м уже в качестве актрисы.
22 октября 2018 года Spice опубликовала в Instagram свою фотографию со светлой кожей. Поползли слухи, что певица «отбеливает» свою кожу. Следом Spice выпустила песню «Black Hypocrisy». Она пояснила, что специально сделала такую фотографию, чтобы привлечь внимание к проблеме колоризма. «Black Hypocrisy» дебютировала на первом месте в регги-чарте Billboard.
Дебютный микстейп певицы Captured был выпущен 2 ноября 2018 года на её собственным лейбле Spice Official Entertainment. Микстейп был выпущен после судебного спора с VP Records по поводу выпуска её давно отложенного дебютного студийного альбома. Captured дебютировал на первом месте в альбомном регги-чарте Billboard. Помимо «Black Hypocrisy» музыкальные видео были сняты на «Romantic Mood», «Cool It» и «Genie».
В октябре 2019 года Spice появилась вместе с Шоном Полом в ремиксе на песню Stylo G «Dumpling», которая достигла 3-го места в регги-чарте Billboard. В том же месяце певица выпустила сингл «Tables Turn». В ноябре она была представлена на треке дуэта Krept and Konan «First Time» вместе с Tory Lanez. «First Time» стала её первой записью, которая попала в британский чарт, дебютировав там на 63 месте.

### 2020—2022:10иEmancipated

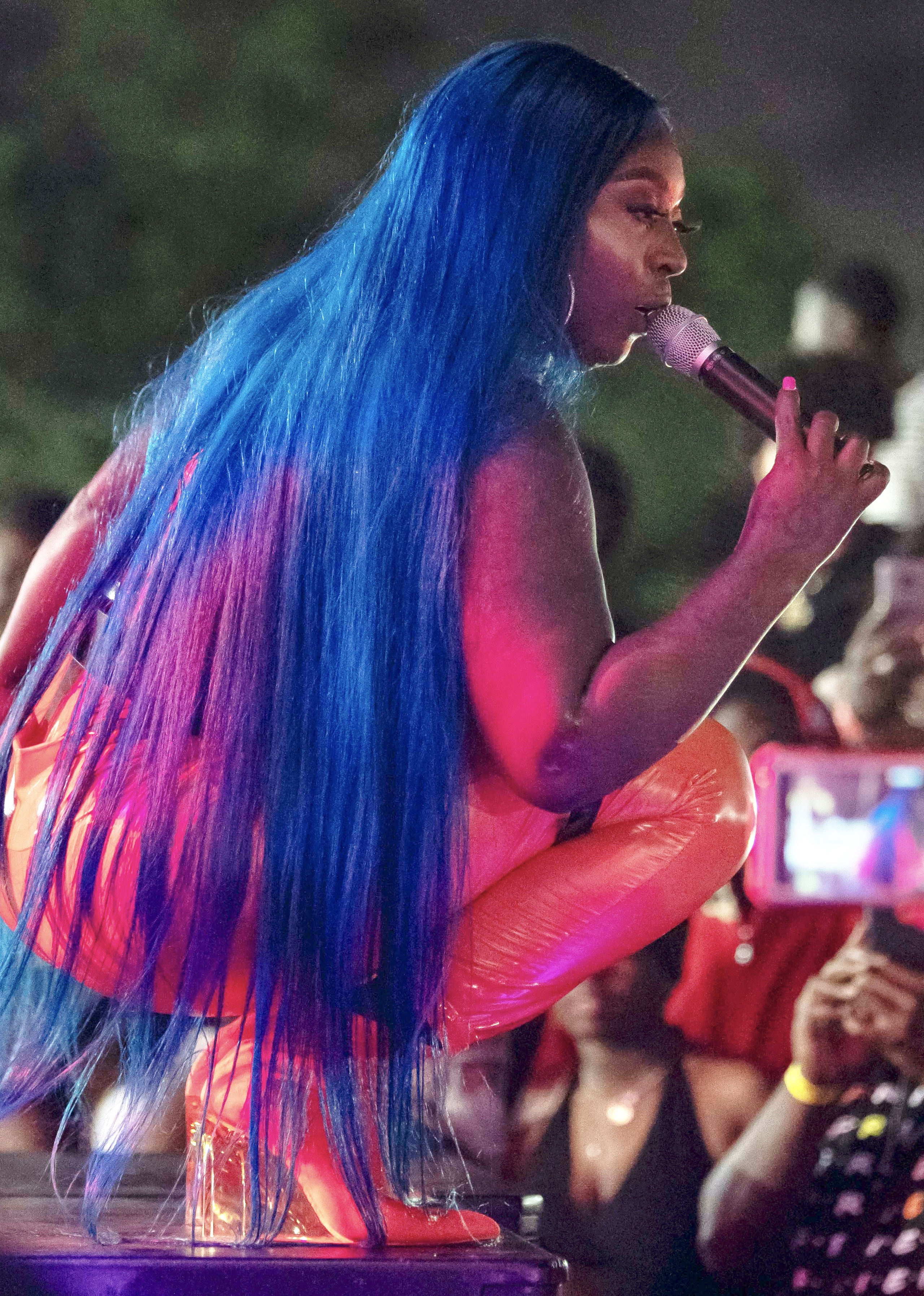
Spice в 2019 году

В феврале 2020 года Spice выпустила сингл «Rolling». В следующем месяце она объявила о подготовке к выпуску своего дебютного студийного альбома. Его ведущий сингл «Frenz» был выпущен 18 декабря. Второй сингл с будущего альбома «Go Down Deh» с участием Шэгги и Шона Пола был выпущен 30 апреля 2021 года. Сингл занял 48-е место в списке NPR «100 лучших песен 2021 года». Дебютный студийный альбом Spice под названием 10 вышел 6 августа 2021 года, дебютировав на 6-й строчке альбомного регги-чарта Billboard. Альбом был номинирован в номинации «Лучший регги-альбом» на «Грэмми-2022». В ноябре 2021 года стало известно, что Spice покидает VP Records.
В июле 2022 года на Reggae Sumfest певицу официально короновали как «Королеву дэнсхолла». В этом же месяце Spice выпустила песню «Clap Clap», первый сингл с её предстоящего второго студийного альбома Emancipated. В конце августа Spice опубликовали в Twitter короткий фрагмент музыкального клипа на песню «Tape Measure», второй сингл с грядущего альбома. Альбом Emancipated был выпущен 26 августа 2022 года и дебютировал на седьмой строчке в чарте регги-альбомов Billboard. Совместных работ на альбоме не было. Позже в 2023 году было выпущено deluxe-издание с тремя бонусными треками.
В августе 2022 года Spice появилась в песне Стеффлон Дон «Clockwork» и вместе с Капелла Грей в песне Карли Редд «Werk». В сентябре у Spice вышла совместная песня с нигерийской певицей Йеми Аладе под названием «Bubble It». В июле 2022 года ямайский музыкант Skeng выпустил песню «Likkle Miss», которая обрела широкую популярность, в том числе и за пределами Ямайки. Уже в августе Ники Минаж сделала ремикс на эту песню, а в октябре выпустила ремикс на свой ремикс. Новый трек получил подзаголовок «The Fine Nine Remix». В его записи помимо самой Минаж приняли участие ещё восемь исполнительниц с корнями из стран Карибского бассейна. Одной из участниц была Spice, а остальными: Destra Garcia, Pamputtae, Lisa Mercedez, London Hill, Lady Leshurr, Dovey Magnum и Patrice Roberts.

### 2023 — настоящее время:Mirror 25
14 марта 2023 года Spice опубликовала в социальных сетях фотографию, на которой была изображена якобы беременной. Через несколько дней певица выпустила песню «God A Bless Me». Она пояснила, что не была беременна, а данная фотография символизировала её второе рождение. Певица рассказала о серьёзных проблемах со здоровьем, которые ей пришлось переживать последние шесть месяцев. У неё была грыжа, которая привела к разрыву кишечника, а разрыв вызвал инфекцию, которая привела к септическому шоку. Ей понадобилось четыре операции и несколько месяцев госпитализации, чтобы прийти в себя. 24 марта Spice опубликовала не типичную для себя песню в стиле госпел-регги «Spice Marley». Песня была посвящена её покойному отцу Энтони Хэмилтону. Он был растафарианцем и очень любил Боба Марли и Денниса Брауна. Он умер, когда ей было девять лет. В этот же день состоялось возвращение Spice на сцену после полугодового перерыва. Она выступила на фестивале Start Di Fun на Каймановых островах.
25 июня на BET Awards 2023 Баста Раймс получил почётную награду за пожизненные достижения. Spice была среди музыкантов поднимавшихся на сцену и чествовавших его. 13 июля состоялась премьера сериала Netflix «Выживание толстейших», основанного на автобиографии стендап-комедиантки Мишель Бюто. В первой серии прозвучала песня Spice «Clap Clap». Spice записала песню «WOW» с певцом Masicka для его второго студийного альбома Generation of Kings, который вышел 1 декабря.
9 августа 2024 года Spice выпустила на своем лейбле свой третий студийный альбом Mirror 25. Название альбома отсылает к количеству лет, которые Spice отдала музыкальной индустрии. В альбоме такое же количество треков. В его записи приняли участие Кай-Мани Марли, Баста Раймс, Лола Брук, Джада Кингдом, Pamputtae, Patoranking и Chronic Law. В чарте регги-альбомов Billboard альбом дебютировал на седьмой строчке.
В середине января 2025 года певица подверглась критике из-за клипа на песню «Hell NO». Хотя видео было снято в обычной для неё манере, некоторым пользователям сети не понравилось, что снято оно было в школьном антураже.

## Дискография
Альбомы
- 10 (2021)
- Emancipated (2022)
- Mirror 25 (2024)

Мини-альбомы
- So Mi Like It (2014)

Микстейпы
- Captured (2018)